# Siratus kugleri
Siratus kugleri is een slakkensoort uit de familie van de Muricidae. De wetenschappelijke naam van de soort is voor het eerst geldig gepubliceerd in 1945 door Clench & Perez Farfante.